# Mylabris hieracii
Mylabris hieracii là một loài bọ cánh cứng trong họ Meloidae. Loài này được Graells miêu tả khoa học năm 1849.